# Estorf (Nienburg)
Estorf è un comune di 1 701 abitanti, della Bassa Sassonia, in Germania.
Appartiene al circondario (Landkreis) di Nienburg (Weser) (targa NI) ed è parte della comunità amministrativa (Samtgemeinde) di Mittelweser.
Comprende le frazioni di Leeseringen e Nienburger Bruch.